# Antaplaga pyronea
Antaplaga pyronea là một loài bướm đêm trong họ Noctuidae.